# Giamaica ai Giochi della XXI Olimpiade
La Giamaica partecipò ai Giochi della XXI Olimpiade che si sono svolti a Montréal dal 17 luglio al 1º agosto 1976, con una delegazione di 20 atleti impegnati in 3 discipline per un totale di 18 competizioni. Il bottino della squadra fu di una medaglia d'oro e una d'argento, entrambe conquistate dal velocista Don Quarrie.

## Medaglie
| Medaglia | Nome        | Sport            | Evento    |
| -------- | ----------- | ---------------- | --------- |
| Oro      | Don Quarrie | Atletica leggera | 200 metri |
| Argento  | Don Quarrie | Atletica leggera | 100 metri |